# Veles binotatus
El chotacabras bimaculado o chotacabra castaña (Veles binotatus) es una especie de ave caprimulgiforme de la familia Caprimulgidae propia de África.
Mide alrededor de 21 cm de longitud y pesa en torno a los 60 gr. Su hábitat es el bosque de matorral y se alimenta básicamente de insectos que captura en vuelo.

Vive en Camerún, Costa de marfil, Gabón, Ghana, Liberia, República Centroafricana, República del Congo y República democrática del Congo.